# Q-Force

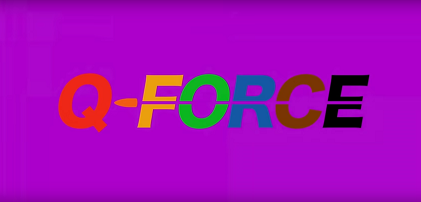
Tarjeta de título de Q-Force.

Q-Force (conocido en Hispanoamérica como Q-Force; conocido en España como Comando Queer) es una serie de televisión de comedia de espías. La serie es dirigida por Michael Schur  y escrita por Gabe Liedman junto con Sean Hayes. La serie se estrenó el 2 de septiembre de 2021 en Netflix.
El 27 de junio de 2022, se informó que la serie no se renovaría para una segunda temporada.

## Argumento
Un grupo de superespías LGBT infravalorados, y se centra en un agente secreto gay que es como James Bond, Steve Marywhether (también conocido como Agente Mary), mientras intentan demostrar su valía en aventuras personales y profesionales. Un día, Mary decide demostrar su valía ante la Agencia de Inteligencia Estadounidense (AIA), resolver un caso y obtener la aprobación de la agencia, pero tienen que agregar un nuevo miembro a su equipo, un hombre heterosexual.

## Reparto de voces y personajes
- Steve Maryweather (voz de Sean Hayes)[5] - También conocido como Agente Mary, Steve fue anteriormente parte de la AIA antes de declararse gay. Dirige el equipo de Q-Force formado por él mismo, Stat, Twink y Deb.
- Director Dirk Chunley (voz de Gary Cole)[5] - El director de la AIA que es recto y duro.
- Agente Rick Buck (con la voz de David Harbour):[5] un agente heterosexual que se incorporó al equipo de Q-Force después de convertirse en espías oficiales.
- Stat (voz de Patti Harrison)[5] - Una hacker que es parte de Q-Force y tiene un secreto propio.
- V (voz de Laurie Metcalf)[5] - La subdirectora de la AIA, la mujer de más alto rango en la agencia, y tiene una debilidad por Mary.
- Twink (con la voz de Matt Rogers)[5] - Un maestro en disfraces drag, parte de Q-Force.
- Deb (voz de Wanda Sykes)[5] - Una hábil mecánica y lesbiana, que es parte de Q-Force y tiene esposa.
- Benji (con la voz de Gabe Liedman):[5] un hombre gay que es el interés amoroso de Mary y que a menudo está en peligro debido a su cercanía con el Q-Force.

## Episodios
| N.º | Título                                                 | Dirigido por         | Escrito por                               | Fecha de lanzamiento original | Código de prod. |
| --- | ------------------------------------------------------ | -------------------- | ----------------------------------------- | ----------------------------- | --------------- |
| 1   | «Rogue» «Por su cuenta»                                | Josh Taback          | Gabe Liedman                              | 2 de septiembre de 2021       | 101             |
| 2   | «Deb's BBQ» «La barbacoa de Deb»                       | Jeanette Moreno King | Megan Amram                               | 2 de septiembre de 2021       | 102             |
| 3   | «Backache Mountain» «Dolor en la montaña»              | Alex Salyer          | Guy Branum                                | 2 de septiembre de 2021       | 103             |
| 4   | «EuropeVision» «Europavisión»                          | Josh Taback          | Matt Rogers                               | 2 de septiembre de 2021       | 104             |
| 5   | «WeHo Confidential» «West Hollywood al desnudo»        | Alex Salyer          | Max Silvestri                             | 2 de septiembre de 2021       | 105             |
| 6   | «The Secretaries' Ball» «La fiesta de las secretarias» | Jeanette Moreno King | Chloe Keenan                              | 2 de septiembre de 2021       | 106             |
| 7   | «Tarzana»                                              | Josh Taback          | Ira Madison III                           | 2 de septiembre de 2021       | 107             |
| 8   | «Greyscale» «Escala de grises»                         | Alex Salyer          | Liza Dye                                  | 2 de septiembre de 2021       | 108             |
| 9   | «The Coeur de la Mer» «El corazón del mar»             | Jeanette Moreno King | Zackery Alexzander Stephens y Tim Zientek | 2 de septiembre de 2021       | 109             |
| 10  | «The Hole» «El gran agujero»                           | Josh Taback          | Gabe Liedman                              | 2 de septiembre de 2021       | 110             |

## Producción

### Desarrollo
Hayes y Milliner habían estado considerando la idea de la serie durante algún tiempo. Milliner dijo que una serie de televisión de espías es difícil de hacer y Hayes dijo que estaban pensando cómo en como conseguir una serie de este tipo y animarla, mientras tenían "las partes divertidas de una película de James Bond". Añadió que la animación permite "libertad" para hacer más que una serie de acción real. Milliner también dijo que no estaba seguro de si los estudios darían luz verde a "una película con un personaje principal que sea gay en ese género" y señaló que es "uno de los últimos bastiones de la masculinidad" que no se puede desglosar. Dijo además que asociarse con el cocreador Michael Schur sucedió rápidamente porque habían sido amigos desde hace tiempo, y le preguntó si quería trabajar en el proyecto, y Schur dijo que sí. En abril de 2019, Netflix ordenó 10 episodios de la serie. Gabe Liedman será el showrunner, junto con Sean Hayes y Todd Milliner, y varios otros, como productores ejecutivos. Hazy Mills Productions, una empresa dirigida por Hayes, es una de las empresas productoras de la serie. Fremulon y 3 Arts Entertainment que también produjeron la serie con la ayuda de Universal Television.
Charlie Nagelhout, un artista 2D, trabajó como diseñador de utilería en Titmouse para la serie. También se ha informado que el comediante no binario Zackery Alexzander Stephens trabajará en el programa de alguna manera, mientras que Chloe Keenan será la escritora del programa y Guy Branum será el coproductor ejecutivo. La serie estará animada por el estudio canadiense de Titmouse, Inc. La serie será una de las muchas series con las que el Writers Guild of America West negoció acuerdos para garantizar que la producción de la serie animada prosiguiera incluso con la pandemia de COVID-19. Se dice que cada episodio durará 30 minutos. Algunos informan que Sean Hayes le dará voz al protagonista de la serie. En enero de 2021 se informó que Matt Rogers, el presentador de Haute Dog de HBO Max, se desempeñó como redactor del programa. En junio de 2021, Gary Cole, David Harbour, Patti Harrison, Laurie Metcalf, Matt Rogers, Wanda Sykes y Gabe Liedman se unieron al reparto de voz.
En diciembre de 2020, Deadline describió a Q-Force como una "próxima serie animada". El 23 de junio de 2021, se lanzó un avance de 40 segundos de la serie. Reuben Baron de CBR señaló que aquellos en Twitter afirmaron que la serie tenía varios estereotipos y atacaron a los que estaban detrás del programa, lo que llevó a algunos guionistas a bloquear sus cuentas de Twitter. Baron argumentó que si bien había algunos chistes estereotipados en el tráiler, dijo que los "chistes gay estereotipados" del tráiler se centran en uno de los protagonistas, y que algunas de las respuestas a uno de los personajes, Twink, muestra "prejuicios internos dentro del comunidad gay ". Uno de los guionistas del programa, Alanna Train, criticó el tráiler como "horrible", diciendo que no representaba realmente el programa y sus personajes, y agregó que muchos artistas queer trabajaron en el programa en sí.

### Lanzamiento
La serie fue estrenada el 2 de septiembre de 2021.

## Recepción

### Prelanzamiento
El lanzamiento del tráiler el 23 de junio se encontró con reacciones muy polarizadas. Reuben Baron de CBR estaba preocupado por el programa, diciendo que no estaba seguro de si el programa sería bueno y que el humor del programa "no es para todos", pero dijo que el hecho de que el programa esté escrito, protagonizado y animado por la gente queer marca la diferencia. También concluyó que no importa cómo resulte el programa, "no se está haciendo desde un lugar de intolerancia", y le dice a la gente que espere hasta el lanzamiento del programa para criticarlo. Charles Pulliam-Moore de Gizmodo declaró que la premisa del programa y los chistes en el tráiler parecen mucho más dóciles y reconocibles en el tipo de proxenetismo queer que el programa en sí dice, pero que podría terminar teniendo algo. es interesante decirlo cuando se estrene". Gavia Baker-Whitelaw de The Daily Dot declaró que el tráiler "parece un poco vergonzoso, centrándose en estereotipos y frases ingeniosas" y que el programa "parece destinado a unirse a las filas de comedias de situación animadas para adultos mediocres". Baker-Whitelaw también dijo que a pesar de que el programa "camina por el camino en términos de representación queer", no garantiza que el programa sea bueno, y dijo que el programa se siente cursi, anticuado y tan sofisticado como The Ambiguously Gay. Duo . Farid-ul-Haq de The Geekiary argumentó que, si bien estaba emocionado por el programa en 2019, su entusiasmo desapareció después de ver el avance, diciendo que el avance "parece depender demasiado de estereotipos queer problemáticos", y concluyó que si bien hay Una historia interesante, no es correcto acosar a los asociados con la serie, como artistas y animadores. Matt Moen de Paper dijo que si bien el programa presenta "la alineación más extraña de espías", argumentó que el programa, basado en el tráiler, no sería sutil o matizado en su "humor queer-céntrico", pero que muchos no estaban entusiasmados. sobre los aparentes estereotipos, y concluyó que queda por ver si el programa es entretenido e innovador o "lamentablemente bidimensional".
En contraste, Michael Cuby de ellos. fue más positivo, diciendo que el programa sonaba "ridículamente entretenido", incluso antes de que saliera el avance, y dijo que con la revelación del elenco, lo agregarían a su cola de Netflix. Además, Cuby dijo que estaban "intrigados por la premisa", estaban entusiasmados con el tráiler y elogiaron el "diálogo de afirmación queer". May Rude of Out declaró que el tráiler estaba "lleno de comedia, acción y mucha homosexualidad pura y hermosa" y argumentó que el programa "podría ser la caricatura para adultos queer que estábamos esperando".